# الجمعية الإسلامية في أيرلندا
الجمعية الإسلامية في إيرلندا (الأيرلندية: Fondúireacht Ioslamach na hÉireann) تأسست في عام 1959 من قبل الطلبة المسلمين في أيرلندا. أسست الجمعية أول مسجد في أيرلندا في عام 1976. وساعدت على إنشاء المساجد في المدن الأخرى من البلاد. مقر المؤسسة حاليا في مسجد دبلن والمركز الإسلامي. الجمعية الإسلامية في أيرلندا تعد الممثل الرسمي للمسلمين في أيرلندا منذ إنشائها.[بحاجة لمصدر] وهي تصف دورها بأنها تهتم باحتياجات المسلمين الدينية والتعليمية والاجتماعية في أيرلندا.

## وصلات خارجية
- الموقع الرسمي
- معلومات من مسجد دبلن